# Aaron Egbele
Aaron Egbele (Benin City, 29 gennaio 1979) è un velocista nigeriano.

## Palmarès
- Giochi olimpici

Atene 2004: bronzo nella staffetta 4x100 metri maschile.